# Bradespar
Bradespar S.A. ist ein Finanz- und Investmentunternehmen aus Brasilien mit Firmensitz in São Paulo. Das Unternehmen ist im Finanzindex IBOVESPA gelistet.
Bradespar wurde 2000 von dem Unternehmen Banco Bradesco gegründet. Bradespar hält Firmenanteile an dem Bergbauunternehmen Companhia Vale do Rio Doce; ebenso hält es Anteile an dem Energieunternehmen CPFL Energia.
Fernando Jorge Buso Gomes ist seit 2015 Vorstandsvorsitzender der Bradespar.